# Hearts Burst into Fire
«Hearts Burst into Fire» (укр. Серце палає у вогні) — це другий сингл валлійського металкор-гурту Bullet for My Valentine, з їх другого альбому «Scream Aim Fire». Продюсером виступив Колін Річардсон.

## Про сингл
Запис композиції відбувався на студії Sonic Ranch, Ель-Пасо, Техас. Реліз синглу відбувся 31 березня 2008 року на лейблі Sony BMG. Пісня увійшла до списку композицій комп'ютерної гри «NHL 09». Також на цей трек було створено чорно-біле музичне відео, у якому використані кадри, відзняті під час їхнього туру по Великій Британії на підтримку їх дебютного альбому.

## Список композицій
| Двотрековий сингл        | Двотрековий сингл                           | Двотрековий сингл |
| #                        | Назва                                       | Тривалість        |
| ------------------------ | ------------------------------------------- | ----------------- |
| 1.                       | «Hearts Burst into Fire»                    | 4:57              |
| 2.                       | «Hearts Burst into Fire» (акустична версія) | 3:58              |
| Загальна тривалість 8:55 |                                             |                   |

| Вініловий сингл          | Вініловий сингл          | Вініловий сингл |
| #                        | Назва                    | Тривалість      |
| ------------------------ | ------------------------ | --------------- |
| 1.                       | «Hearts Burst into Fire» | 4:57            |
| 2.                       | «No Easy Way Out»        | 4:32            |
| Загальна тривалість 9:29 |                          |                 |

| Рекламний сингл           | Рекламний сингл                                  | Рекламний сингл |
| #                         | Назва                                            | Тривалість      |
| ------------------------- | ------------------------------------------------ | --------------- |
| 1.                        | «Hearts Burst into Fire» (радіо-версія)          | 4:15            |
| 2.                        | «Hearts Burst into Fire» (чиста альбомна версія) | 4:58            |
| 3.                        | «Hearts Burst into Fire» (британська версія)     | 3:39            |
| Загальна тривалість 12:52 |                                                  |                 |

## Позиції в чартах
| Чарти (2008)                                       | Пікові позиції |
| -------------------------------------------------- | -------------- |
| Німеччина (GfK Entertainment)                      | 99             |
| Шотландія (Official Charts Company)                | 24             |
| Британський чарт синглів (Official Charts Company) | 66             |
| Американський Mainstream Rock (Billboard)          | 22             |

## Учасники запису
Інформація про учасників запису запозичена з сайту AllMusic:
- Меттью Так — вокал, ритм-гітара, вступне гітарне соло
- Майкл Педжет — гітара, беквокал
- Джейсон Джеймс — бас-гітара, вокал
- Майкл Томас — барабани